# Menhir du Perray
Le menhir du Perray est un menhir situé à Beaumont-Pied-de-Bœuf, en France.

## Localisation
Le menhir est situé dans le département français de la Sarthe (département), sur la commune de Beaumont-Pied-de-Bœuf.

## Historique
L'édifice est inscrit au titre des monuments historiques en 1984.